# Fordville
Fordville és una població dels Estats Units a l'estat de Dakota del Nord. Segons el cens del 2000 tenia 266 habitants.

## Demografia
Segons el cens del 2000, Fordville tenia 266 habitants, 115 habitatges, i 73 famílies. La densitat de població era de 102,7 hab./km².
Dels 115 habitatges en un 33% hi vivien nens de menys de 18 anys, en un 50,4% hi vivien parelles casades, en un 7,8% dones solteres, i en un 35,7% no eren unitats familiars. En el 34,8% dels habitatges hi vivien persones soles el 15,7% de les quals corresponia a persones de 65 anys o més que vivien soles. El nombre mitjà de persones vivint en cada habitatge era de 2,31 i el nombre mitjà de persones que vivien en cada família era de 2,97.
Per edats la població es repartia de la següent manera: un 27,8% tenia menys de 18 anys, un 5,6% entre 18 i 24, un 23,3% entre 25 i 44, un 20,7% de 45 a 60 i un 22,6% 65 anys o més.
L'edat mediana era de 39 anys. Per cada 100 dones de 18 o més anys hi havia 102,1 homes.
La renda mediana per habitatge era de 26.786 $ i la renda mediana per família de 40.000 $. Els homes tenien una renda mediana de 25.875 $ mentre que les dones 20.250 $. La renda per capita de la població era de 12.516 $. Entorn del 17,9% de les famílies i el 16,6% de la població estaven per davall del llindar de pobresa.

## Poblacions més properes
El següent diagrama mostra les poblacions més properes.